# Raymond Robinson
Raymond Robinson (n. 3 septembrie 1929, Johannesburg, Africa de Sud – d. 4 ianuarie 2018, Somerset-Wes, Provincia Western Cape, Africa de Sud) a fost un ciclist de performanță ce a reprezentat Africa de Sud, medaliat olimpic. A participat la 2 ediții ale Jocurilor Olimpice (1952, 1956) în care a câștigat o medalie de argint și o medalie de bronz.